# Daniel Gimeno Traver
Dit is een Spaanse naam; Gimeno is de vadernaam en Traver is de moedernaam.
Daniel Gimeno Traver (Valencia, 7 augustus 1985) is een voormalige Spaanse tennisser. 
Gimeno Traver heeft geen ATP-toernooi in het enkelspel gewonnen. Hij heeft echter wel zes challengers op zijn naam staan. Zijn beste resultaat in het enkelspel op een grandslamtoernooi is de derde ronde op US Open in 2010.

## Palmares
| Legenda                       | Legenda               |
| ----------------------------- | --------------------- |
| Grand Slam                    |                       |
| Olympische Spelen             |                       |
| tot 2009                      | vanaf 2009            |
| Tennis Masters Cup            | ATP Finals            |
| ATP Masters Series            | ATP Tour Masters 1000 |
| ATP International Series Gold | ATP Tour 500          |
| ATP International Series      | ATP Tour 250          |

### Dubbelspel
| Nr.                          | Datum           | Toernooi            | Ondergrond | Partner       | Tegenstanders in finale      | Score             | Details |
| ---------------------------- | --------------- | ------------------- | ---------- | ------------- | ---------------------------- | ----------------- | ------- |
| Gewonnen finales herendubbel |                 |                     |            |               |                              |                   |         |
| 1.                           | 5 februari 2012 | ATP Santiago        | Gravel     | Frederico Gil | Pablo Andújar Carlos Berlocq | 1-6, 7-5, [12-10] | Details |
| Verloren finales herendubbel |                 |                     |            |               |                              |                   |         |
| 1.                           | 19 maart 2011   | ATP Costa do Sauípe | Gravel     | Pablo Andújar | Marcelo Melo Bruno Soares    | 6–7(4), 3-6       | Details |

## Prestatietabellen
| Legenda | Legenda                          |
| ------- | -------------------------------- |
| g.t.    | geen toernooi gehouden           |
| l.c.    | lagere categorie                 |
| –       | niet deelgenomen                 |
| G       | uitgeschakeld in de groepsfase   |
| 1R      | uitgeschakeld in de eerste ronde |
| 2R      | uitgeschakeld in de tweede ronde |
| 3R      | uitgeschakeld in de derde ronde  |
| 4R      | uitgeschakeld in de vierde ronde |
| KF      | uitgeschakeld in de kwartfinale  |
| HF      | uitgeschakeld in de halve finale |
| F       | de finale verloren               |
| W       | het toernooi gewonnen            |
| w-v     | winst/verlies-balans             |

### Prestatietabel enkelspel
| Grandslamtoernooien   |               |               |               |               |      |               |               |               |      |        |
| Australian Open       | –             | 1R            | 1R            | 1R            | 1R   | 2R            | 1R            | –             | 1R   | 1-7    |
| Roland Garros         | 1R            | 2R            | 2R            | 1R            | 1R   | 2R            | 1R            | 2R            |      | 4-8    |
| Wimbledon             | –             | 2R            | 1R            | 1R            | –    | 1R            | 1R            | 1R            |      | 1-6    |
| US Open               | –             | 1R            | 3R            | 1R            | 1R   | 1R            | 1R            | 1R            |      | 2-7    |
| Winst-verlies         | 0-1           | 2-4           | 3-4           | 0-4           | 0-3  | 2-4           | 0-4           | 1-3           | 0-1  | 8-28   |
| Tennis Masters Cup    |               |               |               |               |      |               |               |               |      |        |
| ATP World Tour Finals | –             | –             | –             | –             | –    | –             | –             | –             |      | 0-0    |
| ATP Masters 1000      |               |               |               |               |      |               |               |               |      |        |
| Indian Wells          | –             | –             | 1R            | 1R            | –    | 2R            | 1R            | 2R            | –    | 2-5    |
| Miami                 | –             | –             | 2R            | 1R            | –    | 2R            | 2R            | –             | –    | 3-4    |
| Monte Carlo           | –             | –             | 1R            | 2R            | –    | 1R            | –             | –             | 1R   | 1-4    |
| Rome                  | –             | 1R            | –             | –             | –    | –             | –             | –             |      | 0-1    |
| Hamburg               | –             | l.c.          | l.c.          | l.c.          | l.c. | l.c.          | l.c.          | l.c.          | l.c. | 0-0    |
| Madrid                | –             | –             | 1R            | 3R            | 2R   | 3R            | –             | 1R            |      | 5-5    |
| Montréal/Toronto      | –             | –             | –             | –             | –    | –             | –             | –             |      | 0-0    |
| Cincinnati            | –             | –             | –             | –             | –    | –             | –             | –             |      | 0-0    |
| Shanghai              | l.c.          | –             | 2R            | –             | –    | –             | –             | –             |      | 1-1    |
| Parijs                | –             | –             | –             | –             | 1R   | –             | –             | –             |      | 0-1    |
| Olympische Spelen     |               |               |               |               |      |               |               |               |      |        |
| Olympische Spelen     | geen toernooi | geen toernooi | geen toernooi | geen toernooi | –    | geen toernooi | geen toernooi | geen toernooi |      | 0-0    |
| Statistieken          |               |               |               |               |      |               |               |               |      |        |
| Totaal aantal titels  | 0             | 0             | 0             | 0             | 0    | 0             | 0             | 0             | 0    | 0      |
| Totaal winst-verlies  | 0-1           | 9-20          | 18-25         | 9-25          | 6-12 | 14-27         | 11-20         | 13-18         | 4-5  | 93-166 |
| Eindejaarsranking     | 192           | 72            | 56            | 107           | 70   | 77            | 112           | 98            |      |        |

### Prestatietabel grand slam, dubbelspel
| Toernooi        | 2009 | 2010 | 2011 | 2012 | 2013 |
| --------------- | ---- | ---- | ---- | ---- | ---- |
| Australian Open | 1R   | 1R   | 2R   | 1R   | 1R   |
| Roland Garros   | 2R   | –    | 2R   | 1R   | 3R   |
| Wimbledon       | –    | –    | 1R   | –    | 1R   |
| US Open         | –    | 3R   | 2R   | –    |      |